# Chiesa di Sant'Agostino (Terre del Reno)
La chiesa di Sant'Agostino è la parrocchiale di Sant'Agostino, frazione di Terre del Reno in provincia di Ferrara. Appartiene all'arcidiocesi di Bologna e risale al XVI secolo. Ha subito ingenti danni col terremoto dell'Emilia del 2012.

## Storia
Il primitivo luogo di culto fu eretto nel 1507 dalla famiglia Bianchetti. L'edificio disponeva di una sagrestia, di una canonica e di un oratorio. Vi era annessa anche una casa ed era dotato di un campanile. Nelle vicinanze c'era un cimitero.
A causa dei danni causati dalle frequenti rotte del fiume Reno fu necessario riedificarla nel 1566 e, nel 1626, fu costruito un nuovo campanile. L'attuale chiesa parrocchiale deriva da un piccolo oratorio costruito nel 1755 e che fu ampliato verso la fine del XVIII secolo, con l'aggiunta delle due navate laterali, mentre il campanile fu costruito nel 1823, e nel 1879 venne completata la facciata.

### Danni causati dal sisma del 2012

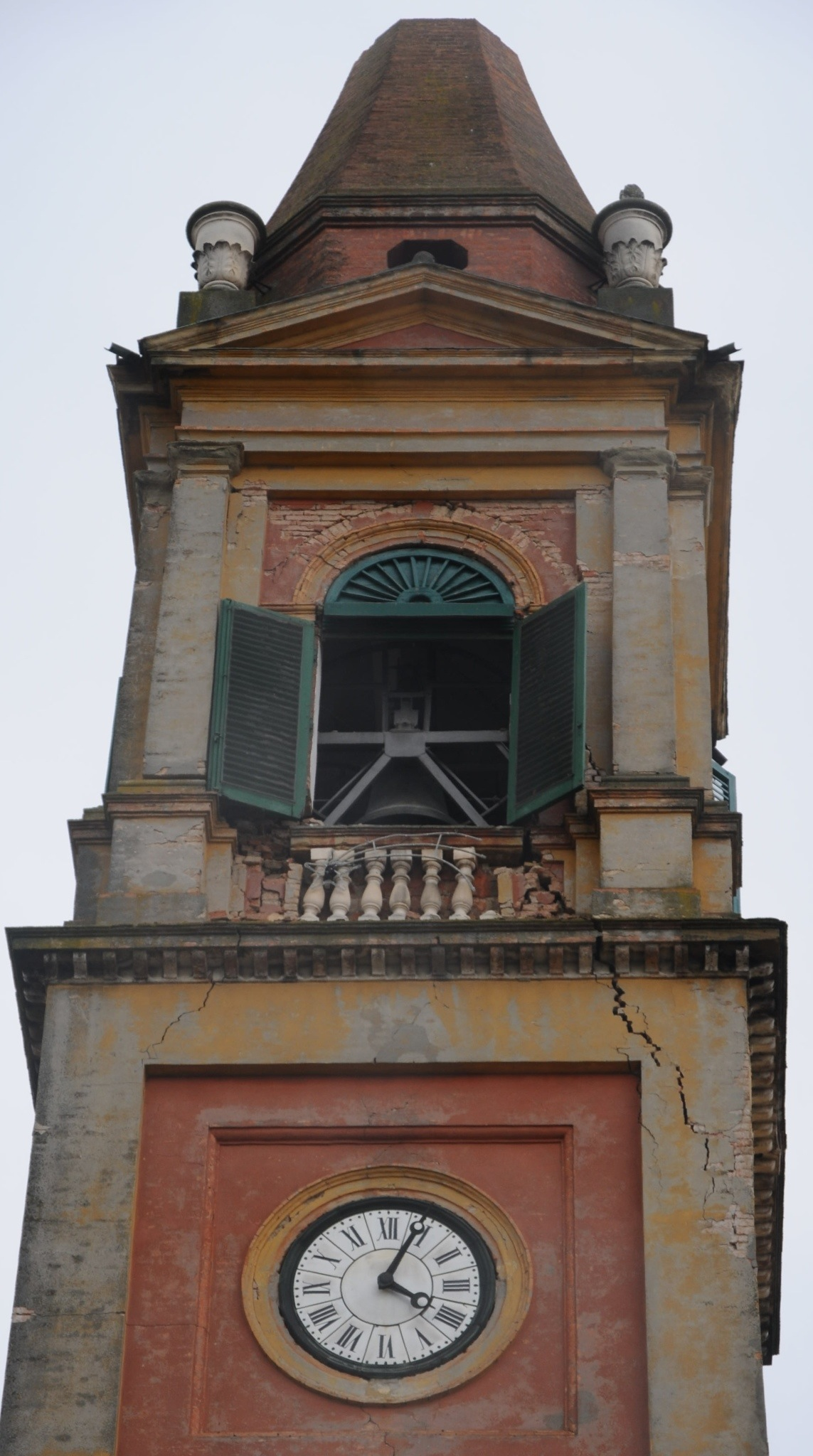
Torre campanaria lesionata dopo il sisma del 2012

L'edificio ha subito gravi danni durante il terremoto dell'Emilia del 2012 ed è rimasta chiusa a lungo dopo l'evento. Dopo i necessari lavori per la messa in sicurezza ed il restauro è stata riaperta al culto il 9 febbraio 2020.

## Descrizione

### Esterno
La chiesa si trova al centro dell'abitato di Sant'Agostino, nella parte occidentale della provincia di Ferrarae presenta orientamento verso nord. Oltre all'edificio di culto comprende la sagrestia e la canonica. Le superfici esterne sono intonacate. La copertura del tetto è in coppi.

### Interno
L'interno è a tre navate con volte in parte a vela in parte a botte.
La navata centrale di maggiori dimensioni finisce col presbiterio e l'abside. 
La pala d'altare che è conservata sull'altare maggiore raffigura Sant'Agostino e Santa Monica, e viene attribuito a Jacopo Alessandro Calvi.  Anche sul finire del Novecento un esperto lo ritenne opera del Sordino. Il coro è in legno con seggi intagliati dal maestro scultore locale Dino Bonzagni. Nella sala sono conservati inoltre due dipinti raffiguranti il Transito di San Giuseppe e Sant'Anna con la Vergine Bambina.